# Episodi de Gli specialisti (serie televisiva 2016) (terza stagione)
La terza stagione della serie televisiva Gli specialisti è stata trasmessa in prima visione assoluta su ZDF dal 10 ottobre 2018 al 9 gennaio 2019.
In Italia la stagione è stata trasmessa in prima visione assoluta su Rai 2 dal 22 ottobre 2022 al 16 maggio 2024.
| n° | Titolo originale   | Titolo italiano         | Prima TV Germania | Prima TV Italia  |
| -- | ------------------ | ----------------------- | ----------------- | ---------------- |
| 1  | Ein Tag im Juni    | Un giorno di giugno     | 10 ottobre 2018   | 22 ottobre 2022  |
| 2  | Die Lüge           | Bugie                   | 17 ottobre 2018   | 5 novembre 2022  |
| 3  | Dem Himmel so nah  | Così vicino al cielo    | 24 ottobre 2018   | 12 novembre 2022 |
| 4  | Der Verrat         | Il traditore            | 31 ottobre 2018   | 11 febbraio 2023 |
| 5  | Bon(n) appétit     | Buon appetito           | 7 novembre 2018   | 14 ottobre 2023  |
| 6  | Shenjas Rückkehr   | Un tedesco dalla Russia | 14 novembre 2018  | 21 ottobre 2023  |
| 7  | Klettermaxe        | Arrampicatori           | 21 novembre 2018  | 21 ottobre 2023  |
| 8  | Born in the DDR    | Nato nella DDR          | 28 novembre 2018  | 28 ottobre 2023  |
| 9  | Ostalgie           | Al di là del muro       | 5 dicembre 2018   | 4 novembre 2023  |
| 10 | Sonne statt Reagan | Fotografie dal passato  | 12 dicembre 2018  | 25 aprile 2024   |
| 11 | Gastfeindschaft    | Ostilità                | 19 dicembre 2018  | 11 novembre 2023 |
| 12 | Im Bunker          | Nel bunker              | 2 gennaio 2019    | 11 novembre 2023 |
| 13 | Bombenstimmung     | La bomba                | 9 gennaio 2019    | 16 maggio 2024   |

## Un giorno di giugno
- Titolo originale: Ein Tag im Juni
- Diretto da:
- Scritto da:

## Bugie
- Titolo originale: Die Lüge
- Diretto da:
- Scritto da:

## Così vicino al cielo
- Titolo originale: Dem Himmel so nah
- Diretto da:
- Scritto da: